# Syzygium wolfii
Syzygium wolfii là một loài thực vật thuộc họ Myrtaceae. Đây là loài đặc hữu của Fiji.